# 사라쿠
사라쿠(寫樂: Sharaku)는 일본에서 제작된 시노다 마사히로 감독의 1995년 드라마 영화이다. 하즈키 리오나 등이 주연으로 출연하였다.

## 출연

### 주연
- 하즈키 리오나
- 사나다 히로유키
- 사카이 프랑키

### 조연
- 이와시타 시마
- 카타오카 츠루타로
- 사노 시로
- 나가사와 토시야
- 반도 야소스케
- 나카무라 토미주로
- 카토 나오코
- 미야자키 마스미
- 카와라자키 초이치로
- 무사카 나오마사
- 사사이 에이스케
- 다케나카 나오토
- 요 키미코

## 제작진
- 녹음: 세가와 테츠오
- 미술: 아사바 카츠미
- 미술: 이케야 노리요시